# Борове (Ленінградська область)
Борове (рос. Боровое) — селище у Приозерському районі Ленінградської області Російської Федерації.
Населення становить 11 осіб. Належить до муніципального утворення Кузнечнинське міське поселення.

## Історія
До 1917 року населений пункт перебував у складі Виборзької губернії Великого князівства Фінляндського. З 1918 по 1940 та в роки Другої світової війни між 1941 та 1944 роками у складі незалежної Фінляндії. Відтак — у складі Ленінградської області.
Згідно із законом від 1 вересня 2004 року № 50-оз належить до муніципального утворення Кузнечнинське міське поселення.

## Населення
| 2007 | 2010 | 2014 | 2015 | 2016 | 2018 | 2019 |
| ---- | ---- | ---- | ---- | ---- | ---- | ---- |
| 6    | ↗12  | ↘8   | ↘7   | ↗9   | ↗10  | ↗11  |
| 2020 |      |      |      |      |      |      |
| →11  |      |      |      |      |      |      |